# Åkrene
Åkrene es una localidad de la provincia de Akershus en la región de Østlandet, Noruega. A 1 de enero de 2017 tenía una población estimada de 349 habitantes.
Se encuentra ubicada al sureste del país, a poca distancia al norte de Oslo y junto al lago Mjøsa y el río Glomma.